# Leptolebias opalescens
Leptolebias opalescens es un pez de la familia de los rivulinos en el orden de los ciprinodontiformes.

## Morfología
Los machos pueden alcanzar los 4 cm de longitud total.

## Distribución geográfica
Se encuentra en las cuencas de ríos conteros de Brasil.